# Відпрацьований газ
Відпрацьований газ — суміш усіх газів, що утворюються під час роботи об'єкта, що спрямовується на факел з метою утилізації газу. «Відпрацьований газ» не включає газ, який подається у факел виключно для того, щоб він працював безпечно та за призначенням; отже, «Відпрацьований газ» не включає пілотний газ, загальну пару, допоміжне повітря або мінімальну кількість продувального газу та продувного газу, які необхідні для виконання функцій продувального газу та продувного газу. «Відпрацьований газ» також не включає мінімальну кількість газу, що подається до факелу для дотримання нормативних або обов'язкових вимог дозволу щодо горючих характеристик газу зони горіння; тому «Відпрацьований газ» не включає додатковий газ. Залежно від приладів, які контролюють відпрацьований газ, оператор має дані про певні сполуки (водень, азот, кисень, вуглекислий газ, монооксид вуглецю та/або вода (пара)), які направляються на факел з метою утилізації.